# Escadrille des Cigognes (bande dessinée)
Escadrille des Cigognes est le quatrième album de la série de bande dessinée Les Aventures de Tanguy et Laverdure de Jean-Michel Charlier (scénario) et Albert Uderzo (dessin). Il fut prépublié dans le journal Pilote entre le numéro 122 du 22 février 1962 et le numéro 171 du 31 janvier 1963) avant d’être publié en album en 1964.

## Résumé
Les lieutenants Michel Tanguy et Ernest Laverdure quittent la base aérienne de Creil pour celle de Longvic, où ils vont prendre en mains les chasseurs Mirage IIIC. Ils deviennent rapidement experts dans le maniement de leurs nouveaux jets, et se voient bientôt confier les rôles d'instructeurs afin de former deux pilotes australiens, l'Australie envisageant d'équiper sa flotte de Mirage III munis d'un tout nouveau radar de tir électronique. Cet appareillage ultra moderne intéresse fortement une puissance étrangère, qui n'hésite pas à substituer deux pilotes espions aux officiers australiens dans le but de s'emparer d'un des appareils. Le subterfuge sera finalement déjoué grâce à l'enquête et l'intervention des deux héros.

## Personnages principaux
- Michel Tanguy : officier de l'armée de l'air, pilote de chasse
- Ernest Laverdure : officier de l'armée de l'air, pilote de chasse, ami de et coéquipier de Tanguy
- Commandant Tanguy, père de Michel, également pilote
- Major Wood et Capitaine Rodgers, pilotes australiens chargés d'évaluer le Mirage III
- Deux pilotes espions, alias Major Wood et Capitaine Rodgers
- Capitaine Castagne, commandant le premier escadron de Longvic

- Buck Danny fait une très brève apparition dans les pages 18 et 19 de l'album.

## Véhicules remarqués

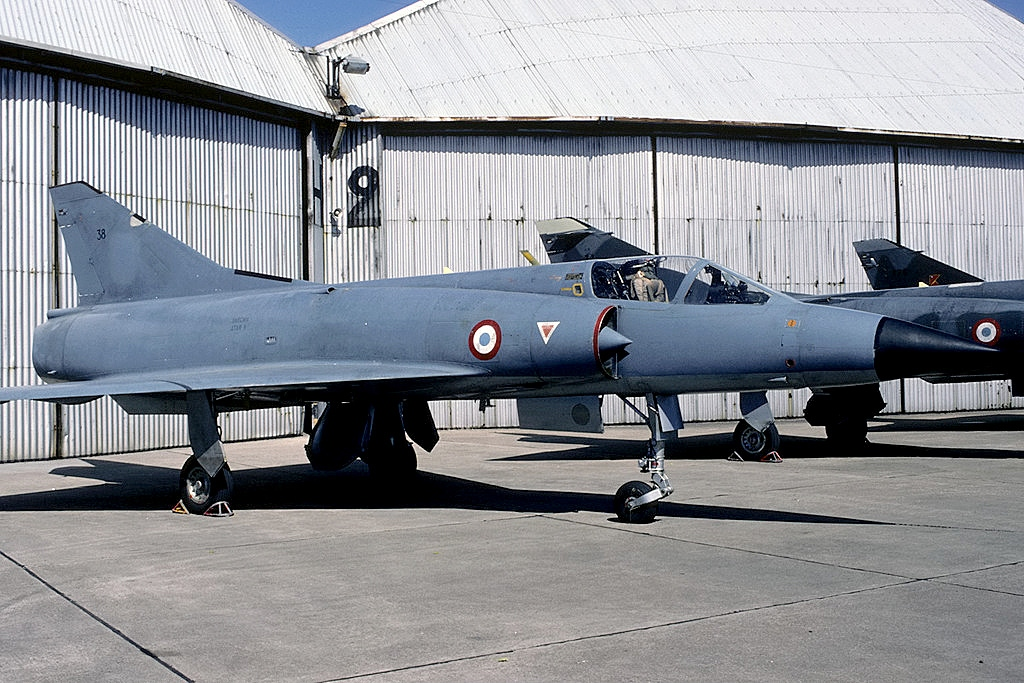
Un chasseur Mirage IIIC

### Avions
- Dassault Super Mystère B2
- Mirage IIIC
- Morane-Saulnier MS.760 Paris, avion de liaison

### Autres
- Delahaye 135 MS, voiture de Laverdure
- Citroën 2 CV, voiture de la base de Longvic
- Ford Taunus 17M P3, voiture des pilotes australiens
- Citroën DS, voiture des espions
- Alfa Romeo 2600 Spider, voiture du capitaine Castagne
- camion Berliet GLB, balayeuse de piste